# Brautkleid

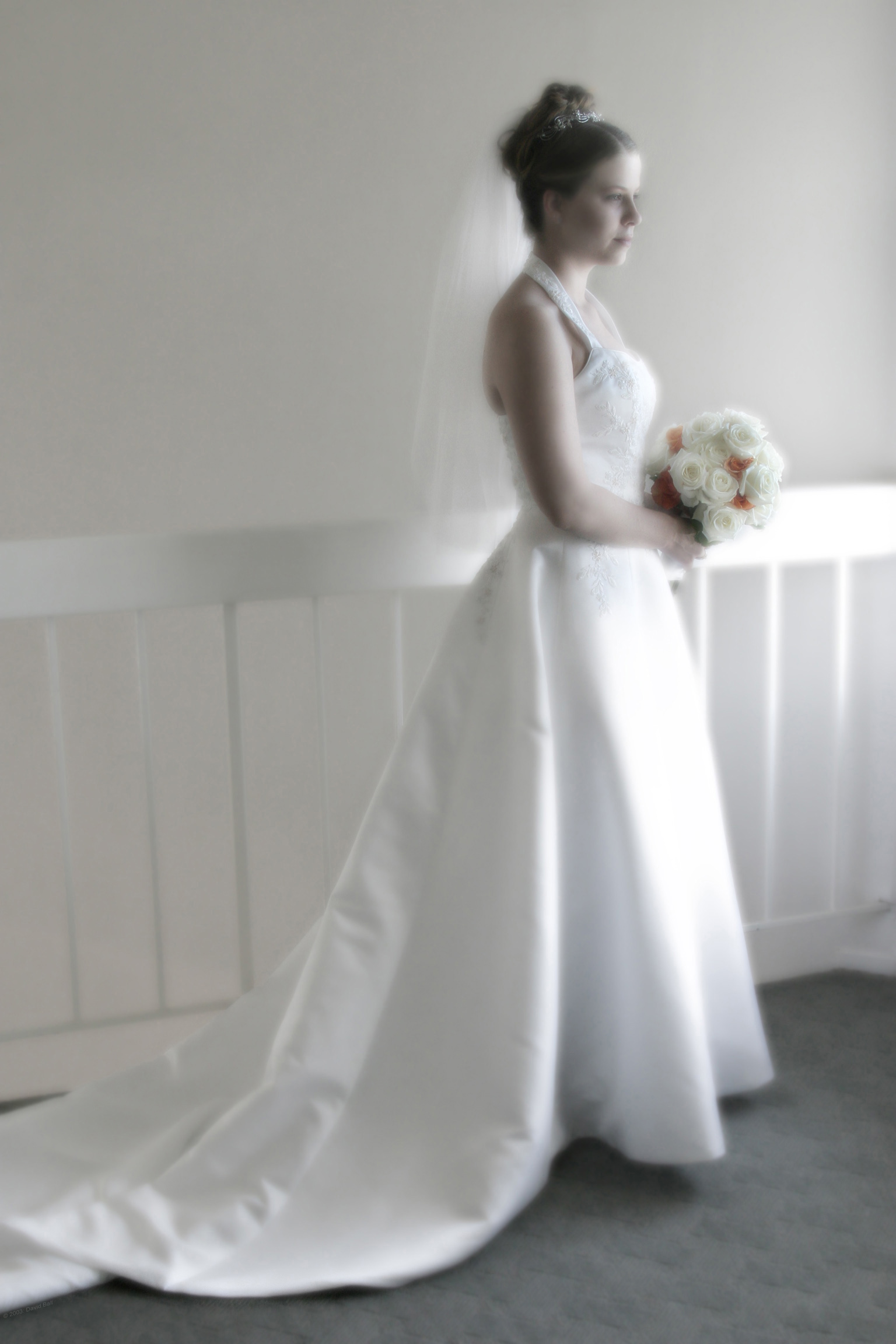
Europäisches Brautkleid, 21. Jh.

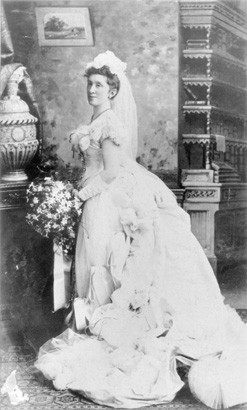
Brautkleid, Ende 19. Jh.

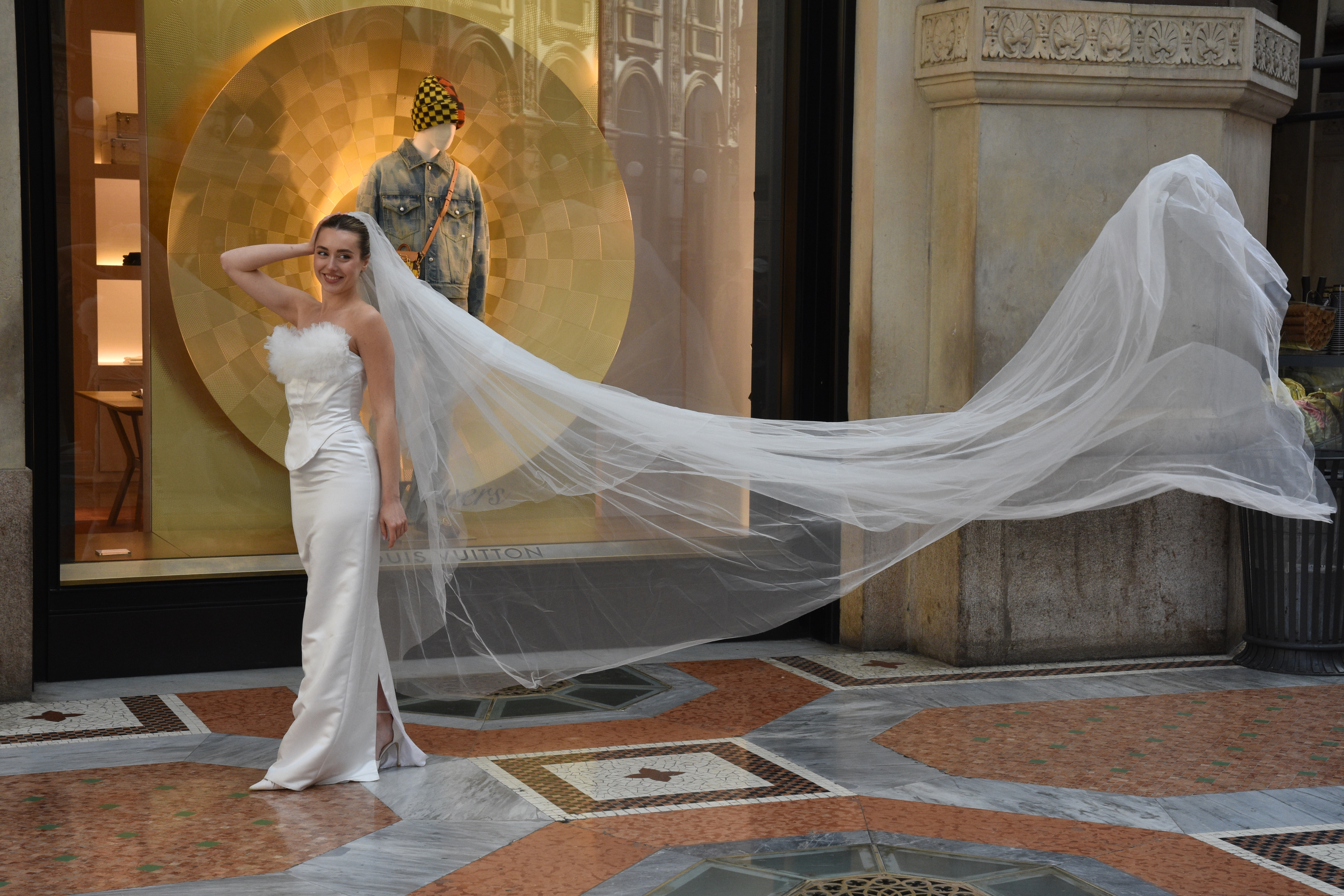
Brautkleid, Anfang 21. Jh.

Als Brautkleid oder Hochzeitskleid wird ein Kleid bezeichnet, das von einer Braut zur Hochzeitszeremonie getragen wird. Im übertragenen Sinn wird auch die Erscheinung von Tieren zur Balzzeit als Brautkleid bezeichnet.

## Europa
Die traditionelle Farbe für Brautkleider, ab dem 20.Jahrhundert, in Europa und der westlichen Welt ist Weiß, da diese Farbe für Reinheit und somit Jungfräulichkeit steht. Daher mussten bis weit ins 20. Jahrhundert hinein in vielen Gegenden schwangere Frauen in Schwarz vor den Traualtar treten.
Zwar entwickelte sich die Assoziation zwischen der Farbe Weiß und Jungfräulichkeit schon früh, aber selbst im 18. Jahrhundert konnten sich nur wenige Bräute ein spezielles Kleid ausschließlich für die Hochzeit leisten. Bis zur Mitte des 19. Jahrhunderts wurde daher kaum zwischen einem sogenannten feinen Kleid und einem Brautkleid unterschieden. Bräute der Mittel- und Unterschicht heirateten bis Anfang des 20. Jahrhunderts im Sonntagsstaat, das heißt in ihrem besten Kleid, das entweder schwarz war oder der jeweiligen Regionaltracht entsprach, ein ausschließlich für die Hochzeit angeschafftes Kleid wäre für die meisten von ihnen nicht erschwinglich gewesen. Erst ab den 1920er Jahren fasste das weiße Brautkleid allgemein Fuß. Heute gibt es Brautkleider in verschiedenen Farben und Formen.
Den Anstoß zu hellen Farben schreibt man dem Adel zu. Maria de’ Medici, die sich im Jahre 1600 mit Heinrich IV. vermählte, trug als eine der ersten Bräute ein helles, eierschalenfarbenes Seidenkleid, das mit goldenen Ornamenten bestickt war. Es wird behauptet, dass mit diesem Hochzeitskleid der Wechsel im höfischen Modegeschmack stattfand. In einem Bild von Peter Paul Rubens ist ihr Hochzeitskleid dokumentiert. 1613 wählte Prinzessin Elisabeth von England ebenfalls ein helles Kleid aus. Ihres war ein Brokatkleid in Silber und strahlendem Weiß. Weitere adlige Hochzeiten festigten nun helle Farben, insbesondere die Farben Creme und Weiß dominierten in den gutsituierten Kreisen. 1840 heiratete Prinz Albert von Sachsen-Gotha die britische Königin Victoria. Sie trug weiße Seide und Spitze mit einem kurzen Brautschleier. 1853 folgte die Vermählung von Napoléon III. mit der Herzogin Eugénie de Montijo, die weißen Samt zur Vermählung auswählte. Eine der bekanntesten Prinzessinnen gab am 24. April 1854 ihr Jawort in einem üppigen Traum in Weiß, als Sisi, Elisabeth von Bayern, und Kaiser Franz Joseph heirateten. In der Gegenwart üben die Hochzeitskleider von Spitzen-Prominenten und Angehörigen von Königshäusern – wie z. B. Kate Middletons Brautkleid (2011) – großen stilischen Einfluss auf die internationale Brautmode aus.
Heutzutage sind besondere Kleider auch für die Brautjungfern in Mode. Auch sie tragen weiße Kleider, die aber schlichter gehalten sind als das der Braut. Im frühen 21. Jahrhundert sind etwa 75 % der Brautkleider auf dem Markt ärmellos und trägerlos. Viele westliche Zeremonienkleider sind von christlichen Ritualkostümen abgeleitet. Daher war es erforderlich, die Exposition der Haut zu verringern. Als Reaktion auf diesen Trend tragen ärmellose oder trägerlose Kleider oft lange weiße Handschuhe.

## Historische Brautkleider

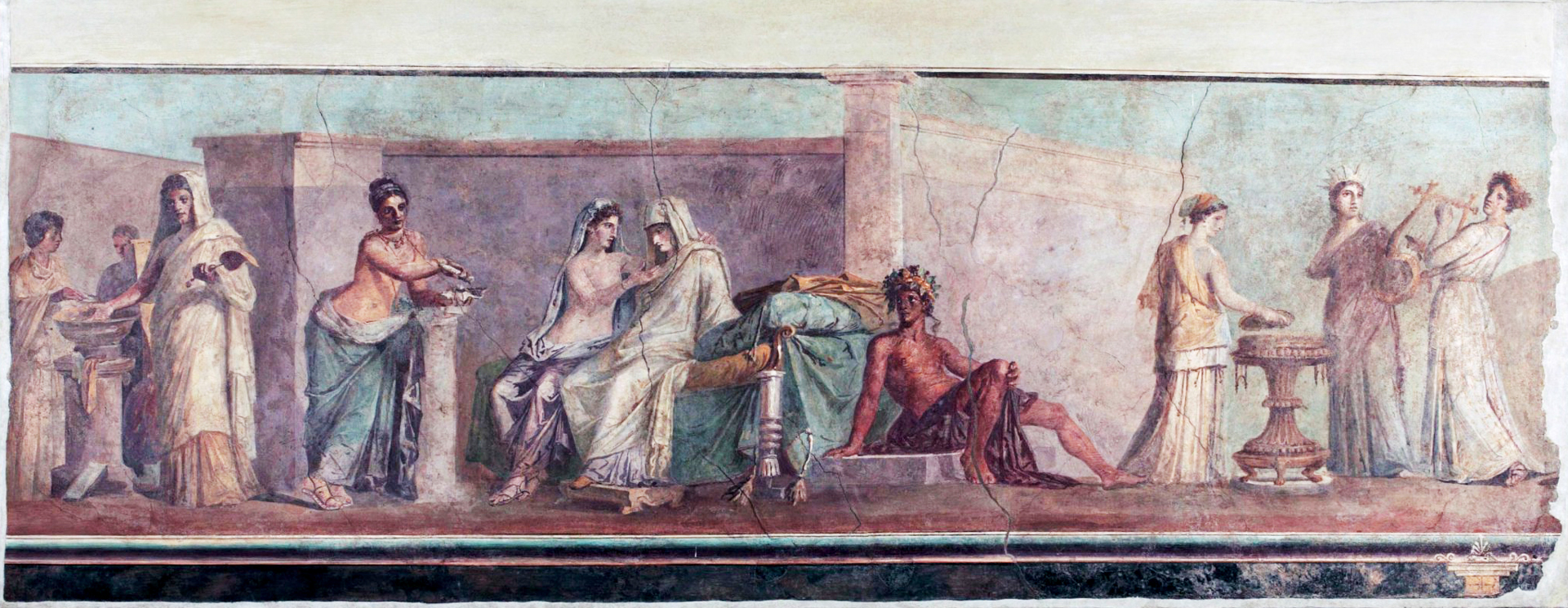
Die Aldobrandinische Hochzeit, 1. Jh. vor Chr.
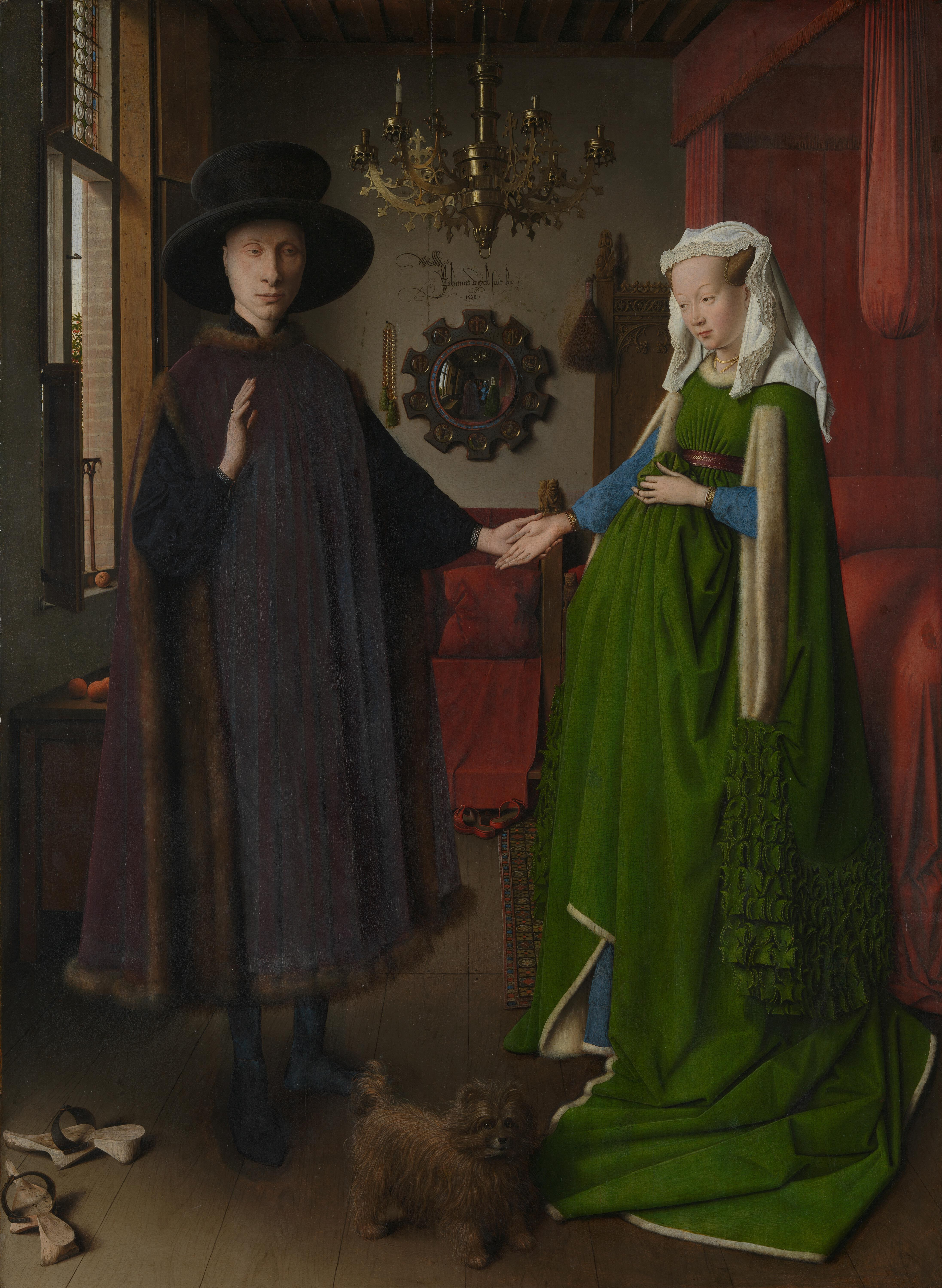
Jan van Eyck: Die Arnolfini-Hochzeit, 1434
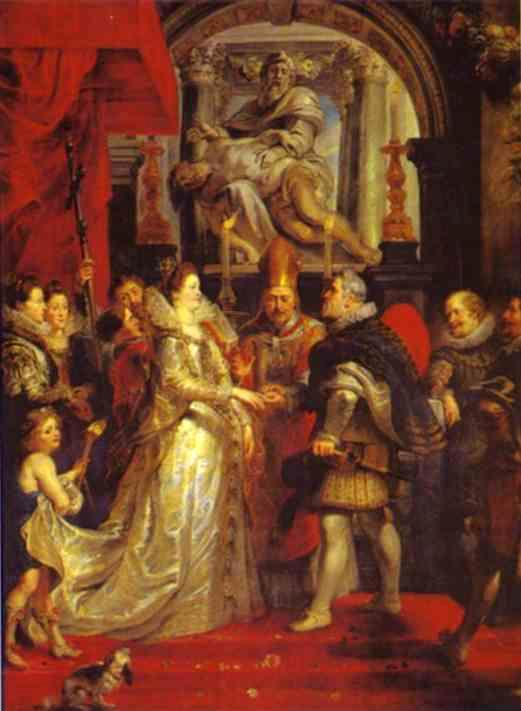
Rubens: Die Hochzeit Maria de’ Medicis, 1621
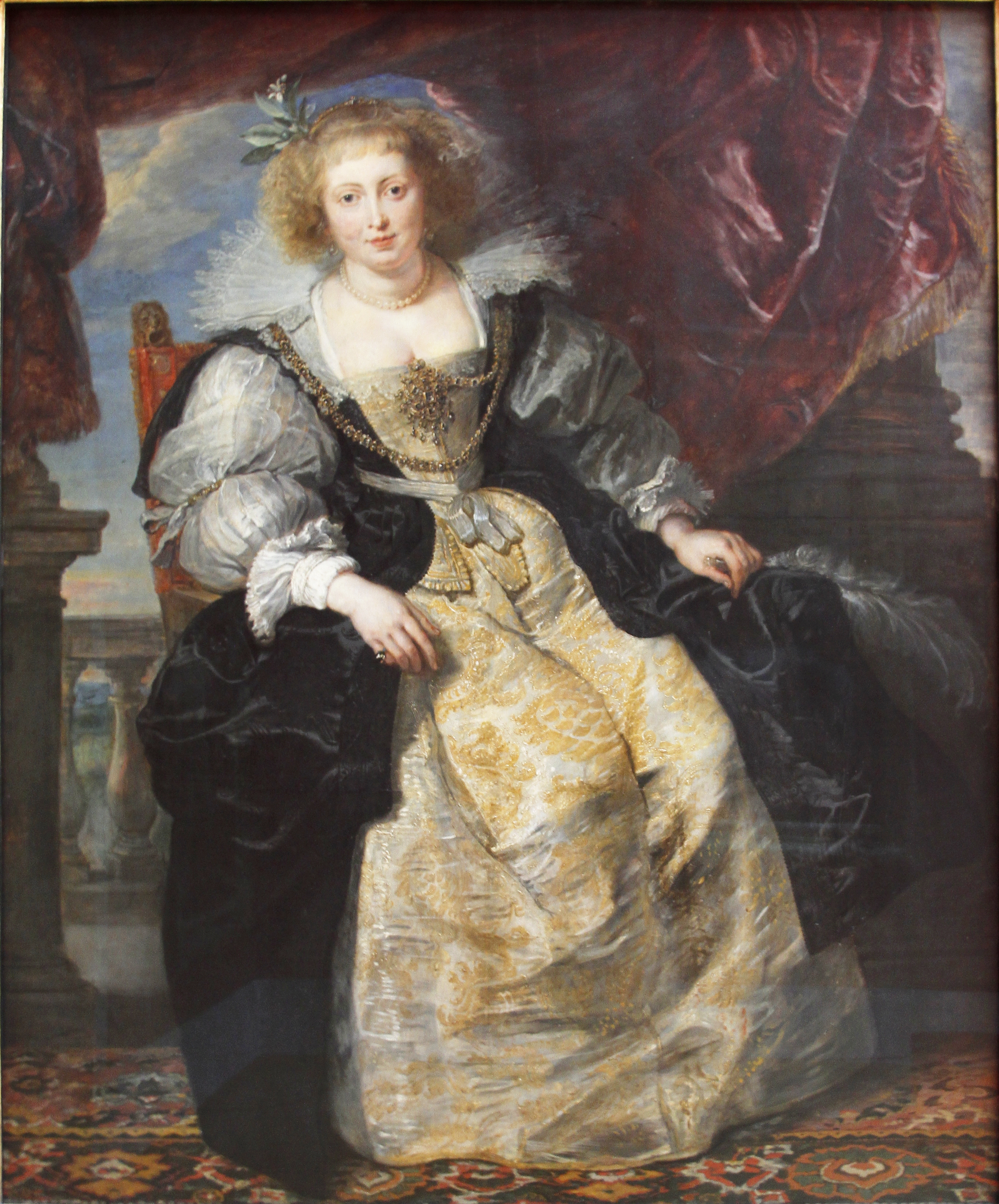
Peter Paul Rubens: Helene Fourment im Brautkleid, 1630
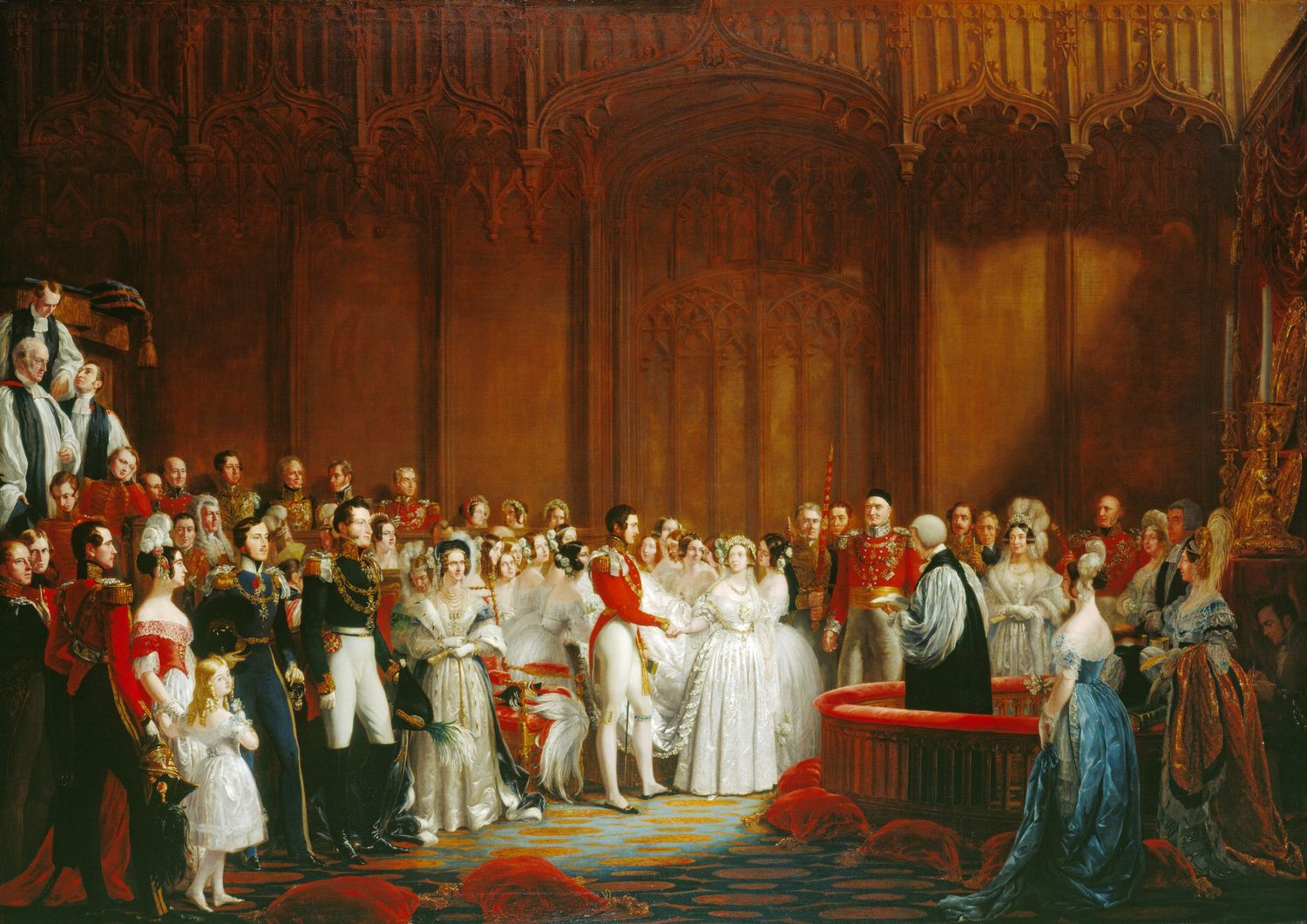
Sir George Hayter: Heirat von Albert und Victoria 1840
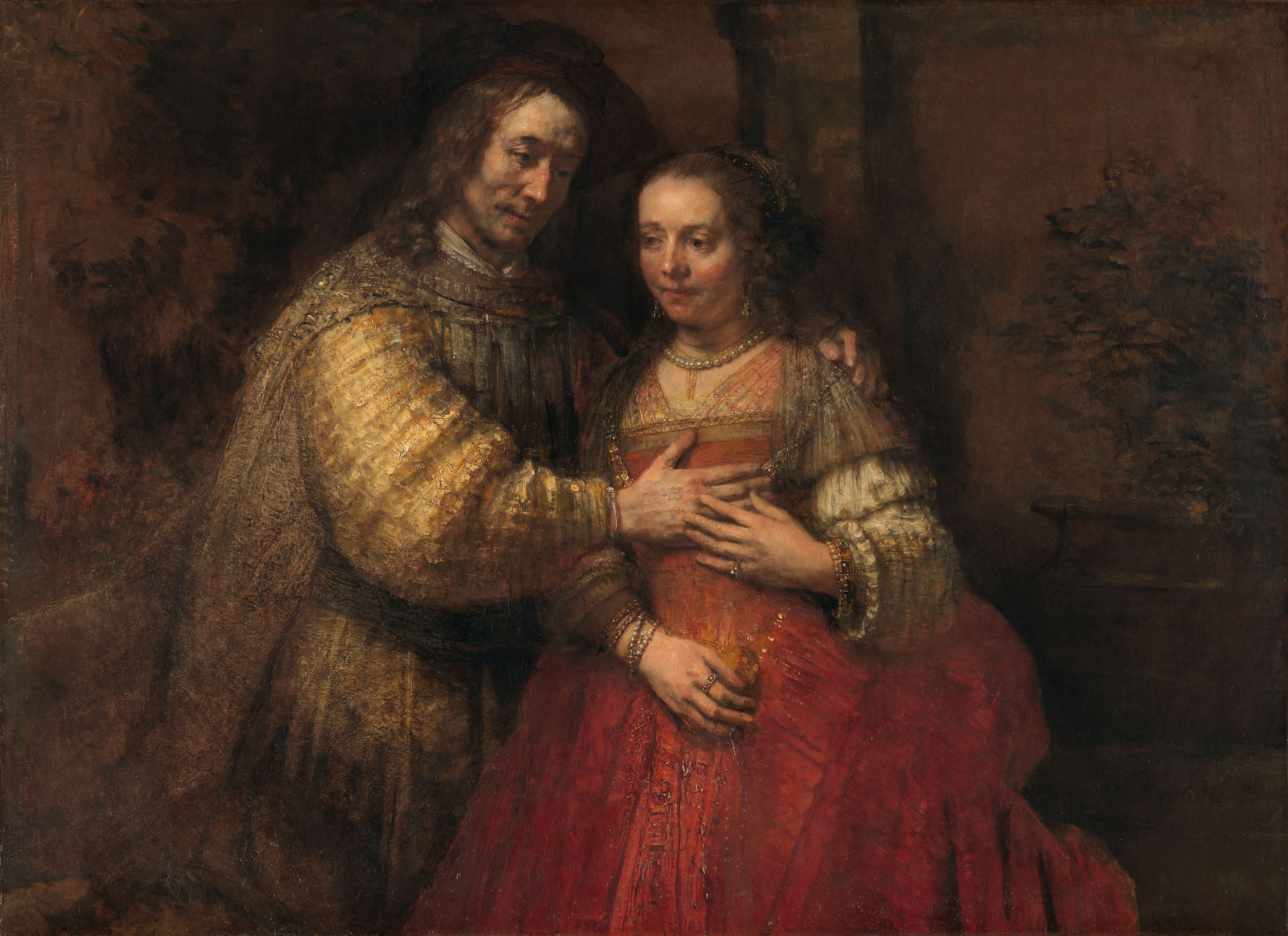
Rembrandt van Rijn: Brautpaar, 1665/69

## Aberglauben
Im Laufe der Zeit haben sich rund um das Brautkleid Bräuche und Aberglauben entwickelt. So darf der Bräutigam die Braut vor der Hochzeit nicht im Brautkleid sehen, sonst verläuft die Ehe unglücklich.
Überhaupt darf der Bräutigam nicht in das Zimmer schauen oder es gar betreten, in dem das Brautkleid genäht wird bzw. in dem es ausliegt.
Das Brautkleid muss auf jeden Fall für die Hochzeit neu angefertigt werden.